# Gideälven
Der Gideälven ist ein 225 Kilometer langer Fluss in den schwedischen Provinzen Västerbottens län und Västernorrlands län.

## Verlauf
Der Fluss entspringt auf dem Stöttingfjället, einem Hochplateau auf einer Höhe von 400 bis 700 Meter über dem Meer im südlichen Lappland. Es ist die Wasserscheide zwischen dem Lögdeälven und dem Ångermanälven auf der Südseite und zwischen dem Umeälven und dem Öreälven im Norden. 
Im Oberlauf heißt der Fluss Gigån.
Ein größerer Nebenfluss des Gideälven ist der Flärkån.